# Cimitero di Vaugirard
Il cimitero di Vaugirard è un cimitero parigino situato in rue Lecourbe 320, nel XV arrondissement di Parigi, inaugurato nel 1787; è uno dei più antichi cimiteri parigini.

## Storia
Il cimitero servì inizialmente come cimitero per gli abitanti di Grenelle, prima della costruzione di un suo cimitero.
Venne assegnato alla città di Parigi nel 1860, durante l'annessione della cittadina di Vaugirard a Parigi, la quale divenne quartiere parigino.
Possiede una grande piazza militare, dove alcuni caduti della prima guerra mondiale vennero spostati a Les Invalides.
Altri invece vennero trasferiti nella chiesa di Saint-Lambert, a Parigi.

## Sepolture illustri
- Louis Aubert, compositore
- Michel Baroin, affarista
- Lucien Besnard, autore drammatico
- Albert Bettannier, pittore
- Héctor Bianciotti, giornalista
- Marguerite Bourcet, scrittore
- Jean-Baptiste Boyer, scultore
- Clara Candiani, giornalista
- Adolphe Chérioux, presidente del consiglio municipale di Parigi
- Antoine-Louis Cornette, fondatore degli scout francesi
- Comandante Antony Cottes, militare caduto
- Jean-Baptiste Dalesme, militare
- Jean Daniélou, cardinale di santa romana chiesa
- Henri de Lubac, cardinale di santa romana chiesa
- Paul Doumer, presidente della repubblica francese
- Generale Paul Echard, militare
- Jacques Friedmann, funzionario di Francia
- Jean Gaudreau, abate
- Nicolas Groult d'Arcy, ecclesiastico
- Léon Lyon-Caen, movimentista
- Jacques Marette, ministro
- Henri Mouton, scienziato
- Eugène Marsan, scrittore e giornalista
- Bernard Niquet, prefetto
- Amédée Poilleux, militare
- Sepulture della Fondazione Michelle-Darty
- Camille Mortenol, militare
- Henri-Charles Oulevay, pittore
- Marius Plateau ingegnere militare
- Ernest Berger
- Georges Calzant, avvocato
- Marcel Langlois
- Pierre Juhel, giornalista
- I cugini Marius-Ary Leblond, scrittori
- Henri Pottevin, biologo e politico
- Émile Reynaud, fotografo
- Pierre Saka, radiocronista
- Jules Scamaroni, prefetto
- Christian Vebel, cantante
- Thérèse Vimont, artista
- Adolphe Vincent, avvocato e politico